# Call of Cthulhu: The Card Game
Call of Cthulhu: The Card Game és un joc de cartes col·leccionables basat en els Mites de Cthulhu llençat per Chaosium entre el 1996 i el 1997. El 2004 en va donar la llicència a Fantasy Flight Games, que va llençar el seu propi joc dissenyat per Eric M. Lang i ambientat al 1928, compartint l'art d'altres productes de FFG com el joc de sobretaula Arkham Horror i el joc de daus i cartes Elder Sign. El setembre del 2015 es va abandonar el seu desenvolupament.